# Chó Greenland
Chó Greenland (tiếng Anh: Greenland Dog, Greenlandic: Kalaallit Qimmiat, tiếng Đan Mạch: Grønlandshunden) là giống chó lớn thuộc loại chó husky và được nuôi như chó kéo xe và săn gấu trắng Bắc Cực và hải cẩu. Chúng được mang từ Siberia đến Bắc Mỹ bởi người Thule cách đây 1.000 năm, cùng với Chó Canada Eskimo giống hệt về mặt di truyền.

## Lịch sử

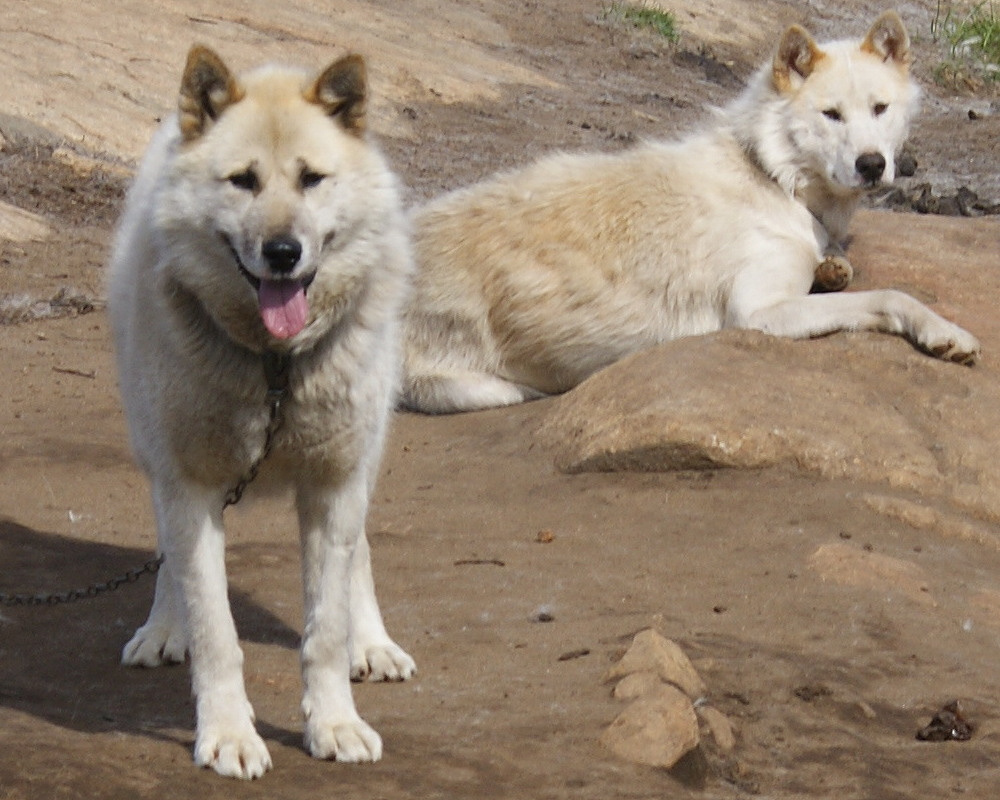
Chó kéo xe từ Sisimiut chỉ làm việc trong mùa đông, tập trung sức mạnh trong suốt thời gian không hoạt động của mùa hè.

Người Viking là những người châu Âu đầu tiên định cư ở Greenland và sau đó đã nhận thức được sự xuất hiện của những con chó này. Sau đó, những người khác như những người da trắng, thám hiểm và buôn bán lông thú châu Âu ở Canada và Bắc Mỹ đã huấn luyện chó từ những người bản địa của vùng Bắc Cực, và sử dụng thành công lớn cho chó Greenland khi săn bắn, khám phá và đi du lịch khắp các vùng Bắc Cực.
Người ta cho rằng những con chó đầu tiên đã được đưa đến Anh khoảng năm 1750; một con chó Esquimaux được trưng bày tại một trong những chương trình con chó sớm nhất được tổ chức tại Darlington vào ngày 29 tháng 7 năm 1875, được đăng trên tạp chí Live Stock Journal và Fanciers Gazette được xuất bản vào ngày 6 tháng 8 năm 1875. Chó Greenland được Kennel Club được công nhận vào năm 1880

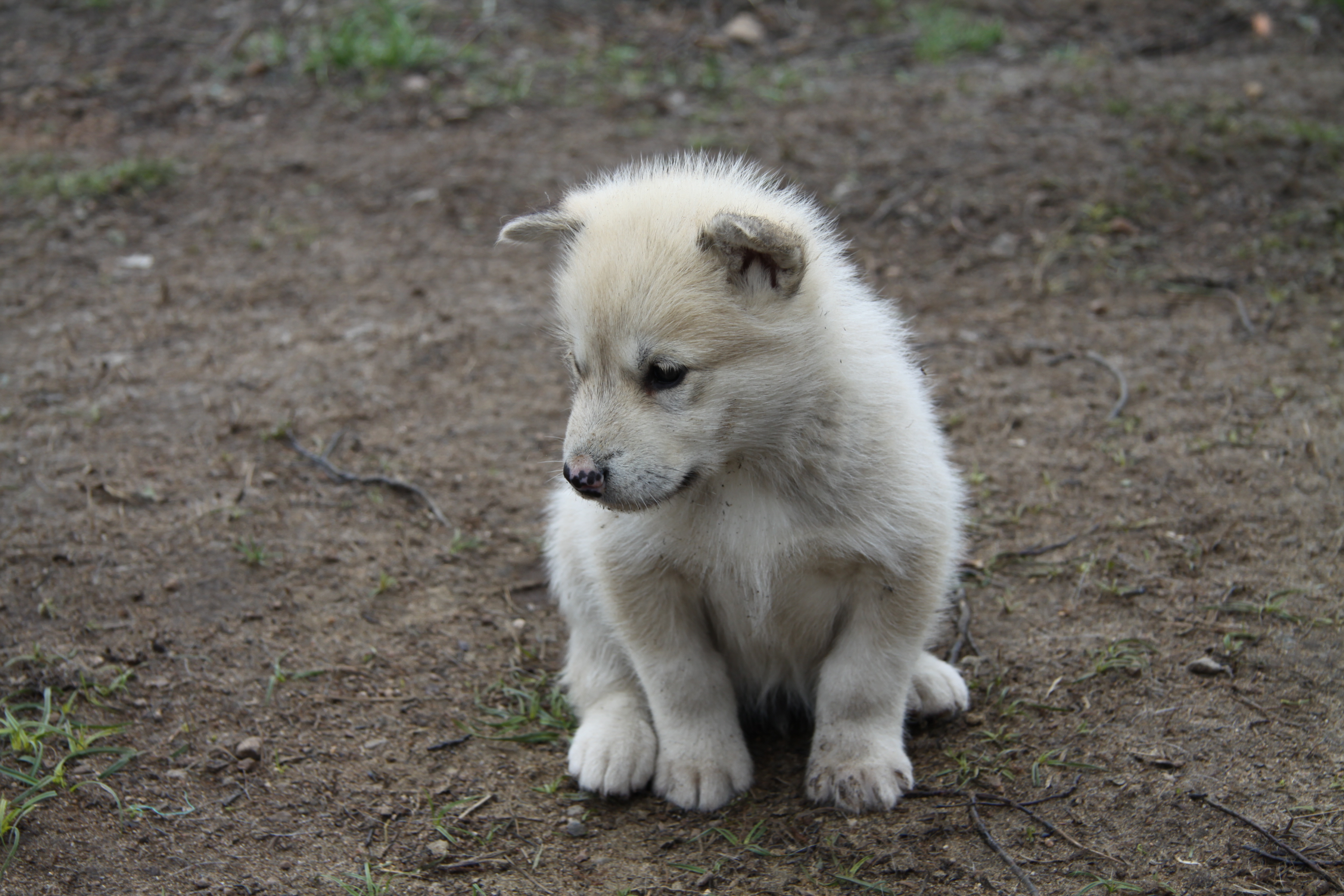
Chó con Greenland

Chó Greenland đã là một động vật dự thảo ở vùng Bắc Cực trong nhiều thế kỷ và do đó chúng đã phát triển cơ thể mạnh mẽ và bộ lông dày đặc, với khả năng tự nhiên trong một môi trường làm việc khắc nghiệt. Chó Greenland đã được sử dụng trong nhiều cuộc thám hiểm của các nhà thám hiểm, nổi tiếng nhất là Fridtjof Nansen. Nansen Nansen ghi lại trong cuốn sách của mình På ski over Grønland, chó Greenland được sử dụng như chó làm việc của Greenland Native. Nansen là một nhà thám hiểm cực thành công và sử dụng những con chó trên chuyến đi nổi tiếng của mình trên khắp Bắc Băng Dương trong con tàu nổi tiếng Fram. Roald Amundsen cũng sử dụng Chó Greenland trong chuyến thám hiểm tới Nam Cực. Amundsen cẩn thận chọn 97 con chó Greenland để đi cùng ông và nhóm của ông trong chuyến thám hiểm tới Nam Cực và trong chuyến thám hiểm Nam Cực tiếp theo của ông.